# Billy Mitchell
Billy Mitchell (ur. 16 lipca 1965 roku w Holyoke, Massachusetts) – amerykański gracz komputerowy, najbardziej znany z rekordowych osiągnięć w klasycznych grach automatowych z czasów złotej ery gier arcade. Do jego osiągnięć należy „perfekcyjny wynik” w grze Pac-Man. Billy oraz Steve Wiebe byli głównym tematem filmu dokumentalnego The King of Kong wydanego w 2007 roku. Jest właścicielem sieci restauracji Rickey's World Famous z siedzibą w Hollywood, w stanie Floryda. Dorastał w południowej Florydzie i zaczął grać w gry komputerowe w wieku 16 lat. Początkowo nie był zainteresowany grami, jednak postanowił zagrać w Donkey Kong. Po ukończeniu uniwersytetu w 1983 roku zaczął pracować jako kierownik w restauracji swoich rodziców, „Rickey's World Famous Restaurant”, której został właścicielem w połowie lat 80. XX wieku.
W kwietniu 2018 roku decyzją Twin Galaxies wszystkie jego dotychczasowe osiągnięcia zostały uznane za nieważne – jest to pokłosie afery prawdopodobnego używania przez niego emulatorów w celu pobicia rekordów (wyniki uznawane są wyłącznie na oryginalnym sprzęcie). Mitchell ma również od tej pory dożywotni zakaz brania udziału w turniejach organizowanych przez tę organizację.

## Wybrane osiągnięcia
- Billy jest pierwszą osobą, która zdobyła perfekcyjną liczbę punktów w grze Pac-Man (3 333 360 punktów, 1999)[1]
- 957 300 punktów w grze Donkey Kong Jr. (2004)[1]
- 1 050 200 punktów w grze Donkey Kong (2007)[1]
- 7 881 050 punktów w grze Burgertime (1984); rekord ten pobił Bryan L Wagner w 2006 roku[1].